# イェヴヘーン・イェニン
イェヴヘーン・ヴォロディミロヴィッチ・イェニン（ウクライナ語: Євгеній Володимирович Єнін、1980年11月19日 - 2023年1月18日）は、ウクライナの政治家、弁護士、外交官。ウクライナ内務副大臣を務めた。2023年1月18日、搭乗していたヘリコプターの墜落事故により死去した。

## 経歴
1980年11月19日にドニプロペトロウシクに誕生した。2002年に国立ウクライナ国家保安庁アカデミーを法学を専攻して卒業。2012年にはウクライナ国立金融・国際貿易大学を卒業し国際弁護士の資格を取得。
2016年6月7日、ウクライナ副検事総長に任命された。2019年4月に同職を退任した。
2020年4月15日、ウクライナ外務副大臣に任命され、2021年9月6日まで同職を務めた。
2021年8月24日、二等特命全権公使に任命された。
2020年5月21日、国際司法裁判所でのロシア連邦に対するウクライナの訴訟においてのウクライナ代表に任命された。

2021年9月6日、デニス・モナスティルスキー内務大臣の下で内務第一副大臣に任命された。

### 死去
2021月18日、搭乗していたヘリコプターがキーウの幼稚園の近くに墜落し、内相であったデニス・モナスティルスキーらとともに死去した。この事故ではそのほか多数の死者や怪我人が発生した。
イェニンの後任として、イゴール・クリメンコが同日中に内務副大臣に任命された。正副の内務大臣が欠けているため、クリメンコが内務大臣代行として任務にあたることとなった。